# Eerste Divisie 2022-23
La Eerste Divisie 2022-23, conocida como Keuken Kampioen Divisie por motivos de patrocinio, fue la 67.ª temporada de Eerste Divisie desde su creación en 1956.
Comenzó en agosto de 2022 y finalizó en mayo de 2023 con los play-offs de ascenso. Contó con dos ascensos directos, mientras los equipos de la 3.ª a la 8.ª posición disputaron los play-offs de ascenso.

## Sistema de competencia
En la Eerste Divisie participan 20 clubes que, siguiendo un calendario establecido por sorteo, se enfrentan entre sí en dos partidos, uno en terreno propio y otro en campo contrario. El ganador de cada partido obtiene tres puntos, el empate otorga un punto y la derrota, cero puntos. Cabe recalcar que los equipos filiales o reservas no tienen la oportunidad de ascender.

## Ascensos y descensos
En una reunión extraordinaria de la federación KNVB el 2 de octubre de 2017, representantes del fútbol amateur y profesional llegaron a un acuerdo sobre el camino a seguir para renovar la pirámide del fútbol. Parte de este acuerdo fue que al principio no se llevó a cabo ningún ascenso o descenso entre Eerste y Tweede Divisie para la temporada 2017-18.
En otra reunión extraordinaria de la KNVB el 7 de junio de 2018, se llegó a un acuerdo sobre la cantidad de equipos de reserva permitidos en cada división a partir de la temporada 2019-20 y la extensión de la cláusula de no promoción o descenso a dos temporadas más inicialmente. Para la Tweede Divisie han sido dos equipos.
La KNVB se reunió nuevamente el 16 de diciembre de 2019 y decidió extender aún más la cláusula hasta 2022-23 y relegar a los equipos de reserva de la Tweede Divisie junto con los otros segundos equipos en la nueva competencia sub-21 por lo que los ascensos y descensos no estarían permitidos entre estas dos ligas.
| Pos   | Ascendidos de la Eerste Divisie 2022-23 |
| ----- | --------------------------------------- |
| 1.º   | Heracles Almelo                         |
| 2.º   | PEC Zwolle                              |
| Prom. | Almere City FC                          |

| Pos  | Descendidos de la Eredivisie 2022-23 |
| ---- | ------------------------------------ |
| 16.º | FC Emmen                             |
| 17.º | SC Cambuur                           |
| 18.º | FC Groningen                         |

## Relegación para equipos de reserva
El 1 de agosto de 2020, la KNVB detalló en su sitio web en qué escenarios los equipos de reserva en la liga serán relegados de la Eerste Divisie.

### Relegación a la Tweede Divisie
- Ningún equipo de reserva de la Eerste Divisie puede ser relegado a la Tweede Divisie si el equipo de reserva clasificado más bajo de la Eerste Divisie está entre los 10 primeros.
- Si el equipo de reserva clasificado más bajo en la Eerste Divisie termina entre el puesto 11 al 18 y el equipo de reserva clasificado más alto en la División de Tweede termina primero, los dos equipos se enfrentarán en una serie (ida y vuelta) para decidir qué equipo jugará en la Eerste Divisie la próxima temporada y que equipo jugara en la Tweede Divisie.
- Si las reservas clasificadas más bajas en la Eerste Divisie terminan en el puesto 19 o 20 y las reservas clasificadas más altas en la Tweede Divisie terminan en primer o segundo lugar, el equipo clasificado más bajo de la Eerste Divisie es relegado a la Tweede Divisie mientras que las reservas clasificadas más altas en la Tweede Divisie ascienden a la Eerste Divisie.
- Si un equipo de reserva juega en la Eerste Divisie y el primer equipo es relegado de la Eredivisie a la Eerste Divisie, las reservas se relegan automáticamente a la Tweede Divisie. En caso de que este equipo de reserva termine entre el primero y el tercero en la clasificación final de reservas, el equipo en cuarto lugar no desciende.

## Equipos participantes

### Equipos por provincias
| N.° | Provincia          | Equipos                                                                            |
| --- | ------------------ | ---------------------------------------------------------------------------------- |
| 7   | Brabante del Norte | FC Den Bosch, FC Eindhoven, Helmond Sport, Jong PSV, NAC Breda, FC Oss y Willem II |
| 3   | Holanda del Norte  | Jong Ajax, Jong AZ y SC Telstar Velsen                                             |
| 3   | Limburgo           | MVV Maastricht, Roda JC y VVV-Venlo                                                |
| 2   | Holanda del Sur    | ADO La Haya y FC Dordrecht                                                         |
| 2   | Overijssel         | PEC Zwolle y Heracles Almelo                                                       |
| 1   | Flevoland          | Almere City                                                                        |
| 1   | Güeldres           | De Graafschap                                                                      |
| 1   | Utrecht            | Jong FC Utrecht                                                                    |

### Información de los equipos
| Club              | Ciudad       | Entrenador      | Estadio                            | Capacidad |
| ----------------- | ------------ | --------------- | ---------------------------------- | --------- |
| ADO La Haya       | La Haya      | Dirk Kuyt       | Cars Jeans Stadion                 | 15.000    |
| Almere City FC    | Almere       | Alex Pastoor    | Yanmar Stadion                     | 4.501     |
| FC Den Bosch      | Bolduque     | Jack de Gier    | Timmermans Infra Stadion De Vliert | 8.713     |
| FC Dordrecht      | Dordrecht    | Michele Santoni | Riwal Hoogwerkers Stadion          | 4.235     |
| FC Eindhoven      | Eindhoven    | Rob Penders     | Estadio Jan Louwers                | 4.600     |
| De Graafschap     | Doetinchem   | Jan Vreman      | Stadion De Vijverberg              | 12.600    |
| Helmond Sport     | Helmond      | Sven Winnen     | SolarUnie Stadion                  | 12.600    |
| Heracles Almelo   | Almelo       | Vacante         | Polman Stadion                     | 13.500    |
| Jong Ajax         | Ámsterdam    | John Heitinga   | Sportpark De Toekomst              | 2.250     |
| Jong AZ           | Alkmaar      | Maarten Martens | AFAS Trainingscomplex              | 200       |
| Jong PSV          | Eindhoven    | Vacante         | De Herdgang                        | 2.500     |
| Jong FC Utrecht   | Utrecht      | Darije Kalezić  | Sportcomplex Zoudenbalch           | 550       |
| MVV Maastricht    | Maastricht   | Klaas Wels      | Estadio De Geusselt                | 10.000    |
| NAC Breda         | Breda        | Edwin de Graaf  | Estadio Rat Verlegh                | 19.000    |
| PEC Zwolle        | Zwolle       | Dick Schreuder  | MAC³PARK Stadion                   | 12.500    |
| Roda JC Kerkrade  | Kerkrade     | Jurgen Streppel | Parkstad Limburg Stadion           | 19.979    |
| SC Telstar Velsen | Velsen       | Andries Jonker  | BUKO Stadion                       | 3.060     |
| FC Oss            | Oss (ciudad) | Bob Peeters     | Frans Heesen Stadion               | 4.560     |
| VVV-Venlo         | Venlo        | Jos Luhukay     | Stadion De Koel                    | 8.000     |
| Willem II         | Tilburgo     | Kevin Hofland   | Willem II Stadion                  | 14.750    |

## Clasificación
| Pos. | Equipo                 | Pts. | PJ | G  | E  | P  | GF  | GC | Dif. | Clasificación 2022–23                       |
| ---- | ---------------------- | ---- | -- | -- | -- | -- | --- | -- | ---- | ------------------------------------------- |
| 1    | Heracles Almelo (C, A) | 85   | 38 | 27 | 4  | 7  | 103 | 42 | +61  | Ascenso a la Eredivisie 2023-24             |
| 2    | PEC Zwolle (A)         | 85   | 38 | 27 | 4  | 7  | 99  | 43 | +56  | Ascenso a la Eredivisie 2023-24             |
| 3    | Almere City FC         | 70   | 38 | 21 | 7  | 10 | 58  | 41 | +17  | Play-off de ascenso a la Eredivisie 2023-24 |
| 4    | Willem II              | 68   | 38 | 19 | 11 | 8  | 68  | 40 | +28  | Play-off de ascenso a la Eredivisie 2023-24 |
| 5    | MVV Maastricht         | 59   | 38 | 18 | 5  | 15 | 65  | 65 | 0    | Play-off de ascenso a la Eredivisie 2023-24 |
| 6    | NAC Breda              | 59   | 38 | 18 | 5  | 15 | 64  | 64 | 0    | Play-off de ascenso a la Eredivisie 2023-24 |
| 7    | VVV-Venlo              | 58   | 38 | 16 | 10 | 12 | 56  | 51 | +5   | Play-off de ascenso a la Eredivisie 2023-24 |
| 8    | FC Eindhoven           | 58   | 38 | 16 | 10 | 12 | 58  | 54 | +4   | Play-off de ascenso a la Eredivisie 2023-24 |
| 9    | SC Telstar             | 53   | 38 | 14 | 11 | 13 | 39  | 52 | −13  |                                             |
| 10   | De Graafschap          | 52   | 38 | 15 | 7  | 16 | 64  | 54 | +10  |                                             |
| 11   | Jong AZ                | 51   | 38 | 14 | 9  | 15 | 60  | 58 | +2   | No elegible para el ascenso al ser filial   |
| 12   | ADO La Haya            | 51   | 38 | 13 | 12 | 13 | 51  | 57 | −6   |                                             |
| 13   | Jong Ajax              | 46   | 38 | 12 | 10 | 16 | 69  | 72 | −3   | No elegible para el ascenso al ser filial   |
| 14   | Jong PSV               | 45   | 38 | 12 | 9  | 17 | 59  | 63 | −4   | No elegible para el ascenso al ser filial   |
| 15   | Roda JC                | 43   | 38 | 12 | 7  | 19 | 49  | 59 | −10  |                                             |
| 16   | Helmond Sport          | 43   | 38 | 11 | 10 | 17 | 39  | 57 | −18  |                                             |
| 17   | FC Oss                 | 37   | 38 | 10 | 7  | 21 | 45  | 76 | −31  |                                             |
| 18   | FC Dordrecht           | 35   | 38 | 9  | 8  | 21 | 41  | 68 | −27  |                                             |
| 19   | FC Den Bosch           | 35   | 38 | 10 | 5  | 23 | 46  | 85 | −39  |                                             |
| 20   | Jong FC Utrecht        | 28   | 38 | 7  | 7  | 24 | 33  | 65 | −32  | No elegible para el ascenso al ser filial   |

Los primeros partidos se disputarán el 5 de agosto de 2022.
 Fuente: 

### Evolución de la clasificación
| Equipo          | 01 | 02 | 03 | 04 | 05 | 06 | 07  | 08 | 09 | 10 | 11 | 12 | 13 | 14 | 15 | 16 | 17 | 18  | 19  | 20  | 21  | 22  | 23 | 24 | 25 | 26 | 27 | 28  | 29  | 30  | 31 | 32 | 33 | 34 | 35 | 36 | 37 | 38 |
| --------------- | -- | -- | -- | -- | -- | -- | --- | -- | -- | -- | -- | -- | -- | -- | -- | -- | -- | --- | --- | --- | --- | --- | -- | -- | -- | -- | -- | --- | --- | --- | -- | -- | -- | -- | -- | -- | -- | -- |
| Heracles Almelo | 1  | 1  | 2  | 3  | 5  | 3  | 4*  | 2  | 1  | 1  | 1  | 1  | 1  | 1  | 1  | 1  | 1  | 1   | 1   | 1   | 2*  | 2*  | 2* | 2  | 2  | 2  | 2  | 2   | 2*  | 2   | 2  | 2  | 2  | 2  | 2  | 1  | 1  | 1  |
| PEC Zwolle      | 7  | 2  | 1  | 1  | 1  | 1  | 1   | 1  | 2  | 2  | 2  | 2  | 3  | 3  | 2  | 2  | 2  | 2*  | 2*  | 2*  | 1*  | 1   | 1  | 1  | 1  | 1  | 1  | 1   | 1   | 1   | 1  | 1  | 1  | 1  | 1  | 2  | 2  | 2  |
| Almere City FC  | 18 | 9  | 13 | 9  | 12 | 14 | 13  | 11 | 10 | 8  | 9  | 9  | 8  | 6  | 5  | 5  | 5  | 5   | 5   | 4   | 4   | 4   | 3  | 3  | 3  | 3  | 3  | 3*  | 4*  | 3*  | 3  | 3  | 3  | 3  | 3  | 3  | 4  | 3  |
| Willem II       | 12 | 13 | 10 | 10 | 9  | 8  | 9*  | 5  | 7  | 9  | 6  | 5  | 5  | 7  | 7  | 9  | 8  | 7   | 7   | 8   | 8*  | 10* | 5  | 4  | 5  | 4  | 5  | 6   | 6*  | 5   | 4  | 4  | 4* | 4  | 4  | 4  | 3  | 4  |
| MVV Maastricht  | 16 | 8  | 6  | 8  | 8  | 10 | 10* | 7  | 4  | 3  | 4  | 3  | 2  | 2  | 3  | 3  | 3  | 3*  | 3*  | 5*  | 6*  | 6*  | 8* | 7  | 8  | 6  | 7  | 8   | 8*  | 7   | 7  | 7  | 6  | 5  | 6  | 7  | 5  | 5  |
| NAC Breda       | 8  | 12 | 8  | 6  | 7  | 7  | 8   | 6  | 8  | 10 | 14 | 10 | 11 | 11 | 14 | 15 | 14 | 14  | 11  | 11  | 11  | 9   | 11 | 11 | 11 | 9  | 9  | 7   | 7   | 8   | 8  | 8  | 8* | 7  | 5  | 5  | 6  | 6  |
| VVV-Venlo       | 3  | 4  | 7  | 7  | 4  | 5  | 6*  | 8  | 5  | 6  | 7  | 7  | 9  | 9  | 8  | 6  | 6  | 6   | 6   | 6*  | 5   | 5   | 6  | 6  | 4  | 5  | 4  | 4   | 3   | 4   | 5  | 5  | 5  | 6  | 8  | 8  | 7  | 7  |
| FC Eindhoven    | 4  | 5  | 5  | 2  | 2  | 2  | 2   | 3  | 3  | 4  | 3  | 4  | 4  | 4  | 4  | 4  | 4  | 4   | 4   | 3   | 3*  | 3*  | 4  | 5  | 6  | 8  | 6  | 5   | 5   | 6   | 6  | 6  | 7  | 8  | 7  | 6  | 8  | 8  |
| SC Telstar      | 11 | 15 | 16 | 14 | 15 | 13 | 15* | 14 | 14 | 13 | 11 | 13 | 12 | 13 | 12 | 14 | 11 | 12* | 14* | 12* | 9   | 11  | 10 | 9  | 9  | 10 | 12 | 11  | 13* | 9   | 9  | 11 | 12 | 11 | 9  | 9  | 10 | 9  |
| De Graafschap   | 13 | 16 | 18 | 18 | 14 | 15 | 17  | 19 | 15 | 19 | 17 | 17 | 14 | 15 | 13 | 11 | 13 | 13  | 13  | 10  | 12  | 13  | 14 | 14 | 14 | 13 | 11 | 10  | 11  | 12  | 10 | 9  | 9  | 9  | 12 | 10 | 11 | 10 |
| Jong AZ         | 5  | 3  | 4  | 4  | 3  | 4  | 5   | 9  | 9  | 7  | 8  | 8  | 7  | 5  | 6  | 7  | 7  | 8*  | 8   | 7   | 7   | 7   | 7  | 8  | 7  | 7  | 8  | 9   | 10  | 11  | 13 | 14 | 10 | 12 | 10 | 11 | 9  | 11 |
| ADO La Haya     | 20 | 19 | 20 | 16 | 18 | 17 | 16  | 13 | 17 | 15 | 13 | 14 | 17 | 17 | 16 | 17 | 17 | 18  | 15  | 15  | 14  | 14  | 13 | 12 | 12 | 11 | 13 | 12  | 12  | 13  | 11 | 10 | 11 | 10 | 11 | 12 | 12 | 12 |
| Jong Ajax       | 9  | 14 | 9  | 11 | 10 | 9  | 7   | 10 | 11 | 11 | 10 | 11 | 13 | 10 | 10 | 10 | 12 | 11  | 12  | 14  | 15  | 15  | 16 | 17 | 15 | 16 | 17 | 17  | 16  | 16  | 16 | 15 | 15 | 15 | 13 | 13 | 13 | 13 |
| Jong PSV        | 10 | 7  | 11 | 13 | 16 | 16 | 11  | 12 | 12 | 12 | 15 | 12 | 10 | 14 | 15 | 12 | 10 | 10  | 10  | 13* | 13  | 12  | 12 | 13 | 13 | 14 | 14 | 14  | 14  | 14  | 12 | 13 | 14 | 14 | 15 | 14 | 14 | 14 |
| Roda JC         | 6  | 6  | 3  | 5  | 6  | 6  | 3   | 4  | 6  | 5  | 5  | 6  | 6  | 8  | 9  | 8  | 9  | 9*  | 9*  | 9*  | 10* | 8   | 9  | 10 | 10 | 12 | 10 | 13  | 9   | 10  | 14 | 12 | 13 | 13 | 14 | 15 | 16 | 15 |
| Helmond Sport   | 14 | 17 | 17 | 20 | 17 | 19 | 19* | 17 | 18 | 17 | 19 | 19 | 19 | 19 | 19 | 19 | 19 | 17  | 19  | 17  | 18  | 18  | 18 | 18 | 18 | 15 | 16 | 15  | 15* | 15  | 15 | 16 | 16 | 16 | 16 | 16 | 15 | 16 |
| FC Oss          | 2  | 11 | 12 | 15 | 11 | 11 | 12* | 15 | 13 | 16 | 18 | 16 | 18 | 18 | 17 | 18 | 18 | 19  | 16  | 19  | 19  | 19  | 19 | 19 | 19 | 18 | 15 | 16  | 17* | 17  | 17 | 17 | 17 | 19 | 19 | 19 | 17 | 17 |
| FC Dordrecht    | 17 | 18 | 14 | 12 | 13 | 12 | 14* | 16 | 16 | 14 | 12 | 15 | 16 | 16 | 18 | 16 | 15 | 16  | 18  | 16  | 16  | 17  | 15 | 15 | 16 | 19 | 19 | 19  | 19* | 19  | 19 | 18 | 18 | 17 | 17 | 18 | 19 | 18 |
| FC Den Bosch    | 15 | 10 | 15 | 17 | 19 | 20 | 20  | 18 | 19 | 18 | 16 | 18 | 15 | 12 | 11 | 13 | 16 | 15  | 17  | 18  | 17  | 16  | 17 | 16 | 17 | 17 | 18 | 18  | 18* | 18  | 18 | 19 | 19 | 18 | 18 | 17 | 18 | 19 |
| Jong FC Utrecht | 19 | 20 | 19 | 19 | 20 | 18 | 18  | 20 | 20 | 20 | 20 | 20 | 20 | 20 | 20 | 20 | 20 | 20* | 20  | 20  | 20  | 20  | 20 | 20 | 20 | 20 | 20 | 20* | 20* | 20* | 20 | 20 | 20 | 20 | 20 | 20 | 20 | 20 |

(*) Indica la posición del equipo con un partido pendiente

## Resultados
| Local \ Visitante | ADO | ALM | DEN  | DOR | EIN | GRA | HEL | HER | AJAX | AZ  | PSV | UTR | MAA | NAC | OSS | RODA | TEL | VVV | WIL | ZWO |
| ----------------- | --- | --- | ---- | --- | --- | --- | --- | --- | ---- | --- | --- | --- | --- | --- | --- | ---- | --- | --- | --- | --- |
| ADO La Haya       | —   | 2–3 | 0–2  | 2–2 | 1–0 | 2–2 | 2–2 | 0–3 | 4–0  | 2–2 | 1–3 | 1–1 | 2–1 | 2–1 | 0–0 | 0–1  | 3–1 | 2–3 | 1–3 | 3–1 |
| Almere City FC    | 4–1 | —   | 2–0  | 2–1 | 1–1 | 2–2 | 0–0 | 3–2 | 2–3  | 2–1 | 1–2 | 1–0 | 1–0 | 0–2 | 3–0 | 2–1  | 0–1 | 1–3 | 1–0 | 1–1 |
| FC Den Bosch      | 0–0 | 2–2 | —    | 3–1 | 1–3 | 2–1 | 1–2 | 1–2 | 4–2  | 3–0 | 1–0 | 1–4 | 3–3 | 3–2 | 4–1 | 0–3  | 0–1 | 0–2 | 0–2 | 1–2 |
| FC Dordrecht      | 0–1 | 0–1 | 2–1  | —   | 4–0 | 0–4 | 0–0 | 1–3 | 3–4  | 1–0 | 1–0 | 2–1 | 1–2 | 0–3 | 2–2 | 0–2  | 0–0 | 1–2 | 2–2 | 3–0 |
| FC Eindhoven      | 1–1 | 0–1 | 4–1  | 1–1 | —   | 0–4 | 0–1 | 1–0 | 5–1  | 1–0 | 2–2 | 2–0 | 5–0 | 1–2 | 2–1 | 3–3  | 3–0 | 0–2 | 2–1 | 4–2 |
| De Graafschap     | 0–1 | 1–2 | 3–0  | 1–1 | 1–2 | —   | 2–0 | 5–3 | 3–0  | 2–0 | 3–2 | 2–0 | 2–1 | 1–1 | 2–0 | 2–0  | 0–1 | 1–2 | 0–3 | 0–1 |
| Helmond Sport     | 2–1 | 3–0 | 1–0  | 2–1 | 0–1 | 0–2 | —   | 0–1 | 1–1  | 1–3 | 3–0 | 2–0 | 1–2 | 2–2 | 1–2 | 1–0  | 2–2 | 1–1 | 1–3 | 2–3 |
| Heracles Almelo   | 4–0 | 1–1 | 3–2  | 8–1 | 3–0 | 3–2 | 2–0 | —   | 2–0  | 2–0 | 3–0 | 6–1 | 2–2 | 5–1 | 3–0 | 1–0  | 7–0 | 5–3 | 1–1 | 0–3 |
| Jong Ajax         | 4–2 | 0–2 | 4–4  | 4–1 | 1–1 | 5–1 | 0–1 | 4–0 | —    | 1–2 | 5–4 | 1–2 | 4–2 | 3–1 | 1–2 | 1–2  | 1–1 | 1–1 | 1–2 | 0–0 |
| Jong AZ           | 0–2 | 3–2 | 3–1  | 3–1 | 1–1 | 0–1 | 1–1 | 1–1 | 1–1  | —   | 2–3 | 4–0 | 3–1 | 4–0 | 1–1 | 2–0  | 0–0 | 4–3 | 2–2 | 2–3 |
| Jong PSV          | 1–2 | 0–1 | 3–1  | 1–0 | 1–1 | 2–1 | 6–0 | 0–3 | 2–2  | 3–3 | —   | 2–1 | 0–1 | 1–2 | 0–3 | 5–1  | 0–2 | 1–2 | 3–2 | 3–1 |
| Jong FC Utrecht   | 1–1 | 0–2 | 0–0  | 0–1 | 0–1 | 1–1 | 2–0 | 0–3 | 1–0  | 0–2 | 0–1 | —   | 3–0 | 4–1 | 4–2 | 1–3  | 0–1 | 1–1 | 0–0 | 0–1 |
| MVV Maastricht    | 3–1 | 1–0 | 3–1  | 2–1 | 3–2 | 2–2 | 4–0 | 0–2 | 4–1  | 1–3 | 1–1 | 1–0 | —   | 3–1 | 5–1 | 1–1  | 2–1 | 0–1 | 3–2 | 3–2 |
| NAC Breda         | 1–2 | 0–1 | 2–0  | 3–2 | 1–1 | 2–0 | 1–0 | 0–3 | 2–6  | 5–1 | 2–1 | 3–1 | 4–1 | —   | 1–0 | 4–2  | 1–1 | 1–2 | 1–1 | 0–2 |
| FC Oss            | 2–3 | 0–5 | 3–0  | 0–1 | 2–0 | 3–3 | 2–2 | 1–5 | 1–1  | 1–3 | 1–0 | 3–0 | 0–1 | 1–2 | —   | 3–0  | 2–1 | 1–2 | 1–3 | 0–5 |
| Roda JC           | 1–1 | 0–2 | 0–1  | 1–0 | 1–2 | 3–2 | 0–1 | 1–3 | 1–0  | 2–0 | 1–1 | 4–1 | 2–1 | 1–3 | 1–1 | —    | 1–2 | 4–1 | 2–2 | 1–2 |
| SC Telstar        | 0–0 | 0–1 | 1–0  | 2–2 | 0–1 | 0–1 | 2–1 | 0–3 | 2–3  | 1–0 | 1–1 | 2–2 | 5–3 | 2–1 | 1–0 | 2–1  | —   | 1–0 | 0–0 | 0–5 |
| VVV-Venlo         | 0–0 | 3–0 | 4–0  | 0–1 | 2–2 | 2–1 | 1–1 | 3–1 | 0–1  | 1–2 | 1–1 | 2–1 | 2–1 | 1–3 | 0–1 | 1–1  | 1–1 | —   | 0–0 | 0–4 |
| Willem II         | 1–0 | 1–1 | 1–2  | 1–0 | 3–0 | 3–2 | 5–1 | 1–2 | 2–1  | 1–0 | 1–1 | 3–0 | 2–0 | 1–2 | 4–0 | 1–0  | 2–1 | 2–1 | —   | 2–3 |
| PEC Zwolle        | 1–2 | 3–2 | 13–0 | 4–0 | 5–2 | 2–1 | 1–0 | 3–2 | 1–1  | 4–1 | 4–2 | 2–0 | 0–1 | 2–0 | 4–1 | 3–1  | 2–0 | 2–0 | 2–2 | —   |

* Jornada pendiente.

## Play-off de ascenso-descenso
Siete equipos, seis de la Eerste Divisie 2022-23 y uno de la Eredivisie, jugaron por un puesto en la Eredivisie 2023-24. Los seis equipos restantes jugaron en la Eerste Divisie 2023-24. El equipo con menor numeración o el equipo de la Eredivisie jugó de local en el partido de ida.
|  | Cuartos de final | Cuartos de final | Cuartos de final | Cuartos de final | Cuartos de final |   |       | Semifinales | Semifinales | Semifinales | Semifinales | Semifinales |   |  | Final | Final | Final | Final | Final |  |
|  |                  |                  |                  |                  |                  |   |       |             |             |             |             |             |   |  |       |       |       |       |       |  |
|  |                  |                  |                  |                  |                  |   |       |             |             |             |             |             |   |  |       |       |       |       |       |  |
|  | 5                | MVV Maastricht   | 0                | 1                | 1                |   |       |             |             |             |             |             |   |  |       |       |       |       |       |  |
|  | 5                | MVV Maastricht   | 0                | 1                | 1                |   |       |             |             |             |             |             |   |  |       |       |       |       |       |  |
|  | 6                | NAC Breda        | 1                | 4                | 5                |   |       |             |             |             |             |             |   |  |       |       |       |       |       |  |
|  | 6                | NAC Breda        | 1                | 4                | 5                |   | 16    | Emmen       | 2           | 2           | 4           |             |   |  |       |       |       |       |       |  |
|  |                  |                  |                  |                  |                  |   | 16    | Emmen       | 2           | 2           | 4           |             |   |  |       |       |       |       |       |  |
|  |                  |                  | 6                | NAC Breda        | 1                | 0 | 1     |             |             |             |             |             |   |  |       |       |       |       |       |  |
|  |                  |                  | 6                | NAC Breda        | 1                | 0 | 1     |             |             |             |             |             |   |  |       |       |       |       |       |  |
|  |                  |                  |                  |                  |                  |   |       |             |             |             |             |             |   |  |       |       |       |       |       |  |
|  |                  |                  |                  |                  |                  |   |       |             |             |             |             |             |   |  |       |       |       |       |       |  |
|  |                  |                  |                  |                  |                  |   |       |             | 16          | Emmen       | 0           | 1           | 1 |  |       |       |       |       |       |  |
|  |                  |                  |                  |                  |                  |   |       |             |             |             |             |             | 1 |  |       |       |       |       |       |  |
|  |                  |                  | 3                | Almere City      | 2                | 2 | 4     |             |             |             |             |             |   |  |       |       |       |       |       |  |
|  | 3                | Almere City      | 3                | Almere City      | 2                | 2 | 4     | 0           | 3           | 3           |             |             |   |  |       |       |       |       |       |  |
|  | 3                | Almere City      |                  |                  |                  |   |       |             |             | 3           |             |             |   |  |       |       |       |       |       |  |
|  | 8                | FC Eindhoven     | 1                | 1                | 2                |   |       |             |             |             |             |             |   |  |       |       |       |       |       |  |
|  | 8                | FC Eindhoven     | 1                | 1                | 2                |   | 3     | Almere City | 1           | 1           | 2 (2)       |             |   |  |       |       |       |       |       |  |
|  |                  |                  |                  |                  |                  |   | 3     | Almere City | 1           | 1           | 2 (2)       |             |   |  |       |       |       |       |       |  |
|  |                  |                  | 7                | VVV-Venlo        | 1                | 1 | 2 (0) |             |             |             |             |             |   |  |       |       |       |       |       |  |
|  | 4                | Willem II        | 7                | VVV-Venlo        | 1                | 1 | 2 (0) | 2           | 2           | 4           |             |             |   |  |       |       |       |       |       |  |
|  | 4                | Willem II        |                  |                  |                  |   |       |             |             | 4           |             |             |   |  |       |       |       |       |       |  |
|  | 7                | VVV-Venlo        | 3                | 2                | 5                |   |       |             |             |             |             |             |   |  |       |       |       |       |       |  |
|  | 7                | VVV-Venlo        | 3                | 2                | 5                |   |       |             |             |             |             |             |   |  |       |       |       |       |       |  |
|  |                  |                  |                  |                  |                  |   |       |             |             |             |             |             |   |  |       |       |       |       |       |  |